# هاسي توه فاسي
هاسي تو فاسي (بالهندية: Hasee Toh Phasee)، و (بالعربية: ضحكت أي وقعت!) هو فيلم رومنسي كوميدي هندي من إخراج فينيل ماثيو ومن إنتاج كاران جوهر وانوراغ كاشياب. بطولة سيدهارت مالهوترا وبارنيتي شوبرا. تم إصدار الفيلم في 7 فبراير 2014.

## البطولة
- سيدهارت مالهوترا بدور نيخيل بهارادواج
- بارنيتي شوبرا بدور ميتا
- ادها شارما
- مانوج جوشي
- شارات سكسينا
- نينا كولكارني
- كاران جوهر بدور ظهور خاص

## الإنتاج

### التطوير
شركة إنتاج كارن جوهر Dharma Productions يموّل الفيلم مع شركة الإنتاج Phantom Productions, الذي مدار من قبل منتجي الأفلام الأربعة - انوراغ كاشياب، فيكراماديتيا موتواني، فيكاس بيهل، مادهو مانتينا.

### اختيار البطولة
انوراغ كاشياب، هو متحمس جدا حول هذا الفيلم، قال: "القصة تعمل مع الوجوه الجديدة، لكن يتطلّب مستوى عالي من الكيمياء والنضج في الأداءات. بعد مضي أشهر، تصفية المرشحين من الممثلين المختلفين، تم الانتهاء مع سيدهارت وبارنيتي. يقال أن ادها شارما تلعب البطولة النسائية الثانية في الفيلم والاخت الصغرى للبطلة النسائية الرئيسية للفيلم. الفيلم سيكون مثلث حب. الفيلم يمتد لمدة سبع سنوات وسبعة أيام. لأسر الفترة سبعة سنوات، أراد فينيل ماثيو بارنيتي شوبرا أن تكون تصفيفة شعرها مختلفة خلال الفلم. وايضا خسرت بارنيتي شوبرا ثمانية كيلوات خلال شهر للوصول لمظهر شخصيتها.

## الموسيقى التصويرية
الموسيقى التصويرية من قبل فيشال - شيكهر بينما الكلمات كتبت بواسطة كومار واميتاب بتشاريا. تم تسريب جميع الأغاني على الإنترنت قبل الإطلاق الرسمي. هناك ستة أغاني مع فنانين مختلفين.
| 1. | "Punjabi Wedding Song" | سونيدهي شوهان, بيني دايال   | 03:52 |
| 2. | "Shake It Like Shammi" | فيشال دادلاني, بيني دايال   | 03:24 |
| 3. | "Drama Queen"          | فيشال دادلاني, شريا غوشال   | 03:19 |
| 4. | "Manchala"             | شافقت امانت علي, نوبور بانت | 03:47 |
| 5. | "Zehnaseeb"            | شينماي, شيكهر رافجاني       | 03:35 |
| 6. | "Ishq Bulaava"         | سانام بوري, شيبرا غويال     | 05:02 |

## روابط خارجية
- هاسي توه فاسي على موقع IMDb (الإنجليزية)
- هاسي توه فاسي على موقع ميتاكريتيك (الإنجليزية)
- هاسي توه فاسي على موقع روتن توميتوز (الإنجليزية)
- هاسي توه فاسي على موقع قاعدة بيانات الأفلام العربية
- هاسي توه فاسي على موقع أول موفي (الإنجليزية)
- هاسي توه فاسي على موقع بوكس أوفيس موجو (الإنجليزية)
- هاسي توه فاسي على موقع فيلمافينيتي (الإسبانية)
- هاسي توه فاسي على موقع قاعدة بيانات الفيلم (الإنجليزية)
- هاسي توه فاسي على موقع ليتربوكسد (الإنجليزية)
- هاسي توه فاسي على موقع كينوبويسك (الروسية)